# Svjetionik Carlsberg
Svjetionik Carlsberg (dan. Carlsberg Fyrtårn), poznat i kao Kula od vapnenca (dan. Kridttårnet) po vapnencu koji je njegov glavni građevinski materijal, bivši je svjetionik smješten u području Carlsberga u Kopenhagenu u Danskoj.

## Povijest
Izgrađena 1883. godine, kula od vapnwnca je izvorno je bila dio novog glavnog ulaza za pivovaru Carlsberg u JC Jacobsenu u Valbyju. Pivovara je ime Gammel Carlsberg (hr: Stari Carlsberg) preuzela nakon što je njegov sin Carl Jacobsen, zbog sukoba s ocem, osnovao novu pivovaru koja je, uz pristanak njegovog oca, trgovala pod imenom Ny Carlsberg (hr: Novi Carlsberg). Novi glavni ulaz bio je luk, koji je ugrađivao novo ime pozlaćenim slovima. Vrata su bila povezana s Kulom od vapnenca zidom koji je također bio izgrađen od vapnenca.
Električna rasvjeta uvedena je u pivovaru 1882. godine, u vrijeme kada još uvijek nije bila široko dostupna u Kopenhagenu. Budući da se nalazište nalazilo i na uzvišenju, na vrhu brda Valby, odlučeno je kombinirati stražarnicu sa svjetionikom.

## Arhitektura
Svjetionik je izgrađen u historicističkom stilu, po uzoru na srednjovjekovne kule dvorca. Izgrađen je od vapnenca iz Stevnsa i stoji na granitnom postolju.
Vrata se sastoje od dva granitna stupa koja su povezana lukom od lijevanog željeza s pozlaćenim slovima s imenom Gammela Carlsberga. Na vrhu luka je 12-kraka zvijezda, simbol.koji je JC Jacobsen koristio kao zaštitni znak i koji je nedavno kao takav registriran u novoosnovanom registru zaštitnih znakova. Na stupovima je upisan niz datuma koji predstavljaju ključne događaje u povijesti pivovare: 1847. za prvu pivu, 1867. za godinu u kojoj je pivovara izgorjela, 1870. za zgradu takozvane Aneksirane pivovare i 1883. za izgradnju vrata.

## Svjetionik Carlsberg danas
Svjetionik i stražarnica iznajmljeni su 2009. godine, a umjetnik je sada koristi kao kombinaciju rezidencije i ateljea.

## Vanjske poveznice
- Heliograf